# Laroquebrou
Laroquebrou é uma comuna francesa na região administrativa de Auvérnia-Ródano-Alpes, no departamento de Cantal. Estende-se por uma área de 17,18 km². Em 2010 a comuna tinha 872 habitantes (densidade: 50,8 hab./km²).